# Claudia Abend
Claudia Abend (Montevideo, 1979) es una directora de cine y publicidad de Uruguay. También es montajista y docente universitaria. Ganadora de diversos premios internacionales, es conocida, entre otras obras, por las películas documental Hit (2008), y La flor de la vida (2018), estrenada en IDFA (Amsterdam) y ganadora del premio del público en el Festival de Málaga y premio especial del jurado en É Tudo Verdade.

## Biografía
Se licenció en Comunicación Social en la Universidad Católica del Uruguay, especializándose en cine. Con su ópera prima, El comienzo del fin, corto documental que trata sobre el plebiscito de 1980 y la caída de la dictadura en Uruguay, ganó distintos reconocimientos en festivales internacionales.
Junto a su colega Adriana Loeff dirigió Hit, documental estrenado en 2008, en el que fueron entrevistados 25 músicos nacionales para hablar de canciones compuestas por otros músicos que pueden catalogarse como éxitos populares de la música uruguaya. Con esta película, Abend obtuvo el premio a mejor montajista por la Asociación de Críticos de Cine del Uruguay.
Para la realización de su segundo largometraje documental, La flor de la vida (2018), realizado también junto a Loeff, obtuvo el premio FONA de la Dirección del Cine y Audiovisual Nacional (ICAU) y apoyo del Instituto Sundance, entre otros.
Como montajista ganó dos veces el premio a mejor montaje otorgado por la Asociación de Críticos de Cine del Uruguay. 
Como directora publicitaria ha desarrollado gran parte de su carrera en la productora Metrópolis Films, donde dirigió varias piezas publicitarias. Entre otros, obtuvo un FIAP de Oro, premio otorgado de la Federación Iberoamericana de Publicidad, por un comercial para una marca de cerveza.

## Filmografía
- El silencio de las madres (en construcción)
- La flor de la vida (documental, 2017)
- Hit (documental, 2008)
- Margaritas (corto, 2003)
- Los Pocillos (corto,  2001)
- El comienzo del fin (corto documental, 2001)